# Гамбург (селище, Нью-Йорк)
Гамбург (англ. Hamburg) — селище (англ. village) в США, в окрузі Ері штату Нью-Йорк. Населення — 9696 осіб (2020).

## Географія
Гамбург розташований за координатами 42°43′24″ пн. ш. 78°50′6″ зх. д. / 42.72333° пн. ш. 78.83500° зх. д. (42.723395, -78.834867).  За даними Бюро перепису населення США в 2010 році селище мало площу 6,44 км², уся площа — суходіл.

## Демографія
Згідно з переписом 2010 року, у селищі мешкало 9409 осіб у 3935 домогосподарствах у складі 2506 родин. Густота населення становила 1461 особа/км².  Було 4175 помешкань (648/км²).
Расовий склад населення:
| - 98,2 % — білих - 0,4 % — чорних або афроамериканців - 0,4 % — азіатів - 0,2 % — корінних американців |

До двох чи більше рас належало 0,7 %. Частка іспаномовних становила 1,4 % від усіх жителів.
За віковим діапазоном населення розподілялося таким чином: 23,9 % — особи молодші 18 років, 59,0 % — особи у віці 18—64 років, 17,1 % — особи у віці 65 років та старші. Медіана віку мешканця становила 41,4 року. На 100 осіб жіночої статі у селищі припадало 90,1 чоловіків;  на 100 жінок у віці від 18 років та старших — 85,0 чоловіків також старших 18 років.
Середній дохід на одне домашнє господарство  становив 75 475 доларів США (медіана — 66 426), а середній дохід на одну сім'ю — 92 348 доларів (медіана — 82 350). Медіана доходів становила 61 172 долари для чоловіків та 45 674 долари для жінок. За межею бідності перебувало 5,6 % осіб, у тому числі 4,6 % дітей у віці до 18 років та 6,7 % осіб у віці 65 років та старших.
Цивільне працевлаштоване населення становило 4808 осіб. Основні галузі зайнятості: освіта, охорона здоров'я та соціальна допомога — 24,8 %, роздрібна торгівля — 15,0 %, фінанси, страхування та нерухомість — 9,7 %, мистецтво, розваги та відпочинок — 8,8 %.